# Araucária
Araucária este un oraș în Paraná (PR), Brazilia. 